# 氦三聚体
氦三聚体是一个由三个氦原子组成，靠范德华力键合的化合物。它比氦二聚体更稳定。氦-4原子的三聚体处于埃菲莫夫态。 氦-3推测可以三聚，尽管含有氦-3的氦二聚体在基态完全不稳定。
氦三聚体分子很大，大于100 Å（1x10-8m),甚至比氦二聚体更大。三个氦原子不是以正三角形排列，而是任意形状的三角形。

## 扩展阅读
- Suno, Hiroya. . Journal of Physics B: Atomic, Molecular and Optical Physics. 14 January 2016, 49 (1): 014003. Bibcode:2016JPhB...49a4003S. doi:10.1088/0953-4075/49/1/014003.